# Resident Evil (datorspel, 2002)
Resident Evil, i Japan känt som Biohazard (バイオハザード baiohazādo?), är ett survival horror-spel utvecklat och utgivet av Capcom till Gamecube 2002. Det är en remake av Resident Evil från 1996, den första delen i spelserien Resident Evil. Handlingen utspelar sig år 1998 nära den fiktiva staden Raccoon City i Mellanvästern, där bisarra seriemord har ägt rum. Spelaren kan spela antingen som Chris Redfield eller Jill Valentine, vilka är S.T.A.R.S. agenter som skickas in av staden för att utreda morden.
Resident Evil utvecklades under loppet av ett år och två månader som en del av ett exklusivt avtal mellan Capcom och Nintendo. Det regisserades av Shinji Mikami, som även designat och regisserat det ursprungliga Resident Evil-spelet. Mikami beslutade att producera en remake eftersom han ansåg att det ursprungliga spelet inte hade åldrats väl och att Gamecubes kapacitet kunde föra spelet närmare hans ursprungliga vision. Spelet behåller samma grafiska presentation, med 3D-modeller som lagts ovanpå förrenderade bakgrunder. Men grafikkvaliteten förbättrades betydligt, och remaken innehåller även nya spelmekaniker, reviderade pussel, ytterligare områden att utforska, ett reviderat manus och nya berättelsedetaljer inklusive en hel subplot som klipptes bort från det ursprungliga spelet.
Resident Evil fick ett positivt mottagande av recensenter, vilka berömde dess grafik och förbättrade spelupplägg jämfört med det ursprungliga spelet. Det betraktas oftast som ett av de bästa, skrämmande och mest visuellt imponerande delen i Resident Evil-serien. Trots detta sålde spelet sämre än förväntat och ledde till att Capcom ändrade spelseriens riktning till ett mer actioninriktat tillvägagångssätt. Under 2008 portades spelet till Wii, som innehåller ett nytt kontrollschema. En HD-version av spelet släpptes över hela världen till Microsoft Windows, Playstation 3, Playstation 4, Xbox 360 och Xbox One 2015,; det möttes av positiva recensioner och en kommersiell framgång.